# Те Каму
Те Каму је ненасељено острвце у саставу атола Нукунону у оквиру острвске територије Токелау у јужном делу Тихог океана. Налази се у западном делу атола, између острваца Те Таухуну и Факанава Тау Лото. Прекривено је тропским растињем.